# Christine Mallo
Christine Mallo (née le 26 février 1966 à Orléans) est une athlète française, spécialiste des courses de fond. 

## Biographie
Elle remporte le titre de championne de France du semi-marathon en 1995.
En 1996, lors des championnats du monde de semi-marathon de Palma de Majorque, en Espagne, Christine Mallo se classe sixième de l'épreuve individuelle en 1 h 12 min 24 s, et remporte la médaille d'argent de l'épreuve par équipes aux côtés de ses compatriotes Zahia Dahmani et Muriel Linsolas.
Elle se classe 14e du marathon des Championnats du monde d'athlétisme 1997, à Athènes, dans le temps de 2 h 40 min 55 s.
Son record personnel sur la distance, établi en 1999, est de 2 h 31 min 49 s.

### Palmarès
| Date | Compétition                            | Lieu              | Résultat | Épreuve     | Performance     |
| ---- | -------------------------------------- | ----------------- | -------- | ----------- | --------------- |
| 1996 | Championnats du monde de semi-marathon | Palma de Majorque | 2e       | Par équipes | 3 h 38 min 44 s |

### Records
| Épreuve       | Performance     | Lieu      | Date          |
| ------------- | --------------- | --------- | ------------- |
| Semi-marathon | 1 h 11 min 29 s | Nice      | 29 mars 1998  |
| Marathon      | 2 h 31 min 49 s | Rotterdam | 18 avril 1999 |